# Joseph Paul-Boncour
Joseph Paul-Boncour (Saint Aignan, 4 de agosto de 1873-París, 26 de marzo de 1972) fue un político francés de la Tercera República, que llegó a ser brevemente presidente del Consejo entre 1932 y 1933.

## Biografía
Nacido el 4 de agosto de 1873 en Saint Aignan, se aproximó al socialismo, de índole reformista, en la década de 1890 aunque trabajó de secretario para el moderado Waldeck-Rousseau a comienzos de siglo. Paul-Boncour, cuya tesis doctoral en Derecho versó sobre el federalismo económico, defendía tesis regionalistas. Entre el 2 de marzo y el 27 de junio de 1911 fue ministro de Trabajo y en 1916 se unió a la Sección Francesa de la Internacional Obrera, abandonando el partido en 1931, por considerar indispensable, ante la impotencia progresiva de la Sociedad de las Naciones, reforzar la defensa nacional, a lo que eran hostiles los socialistas.

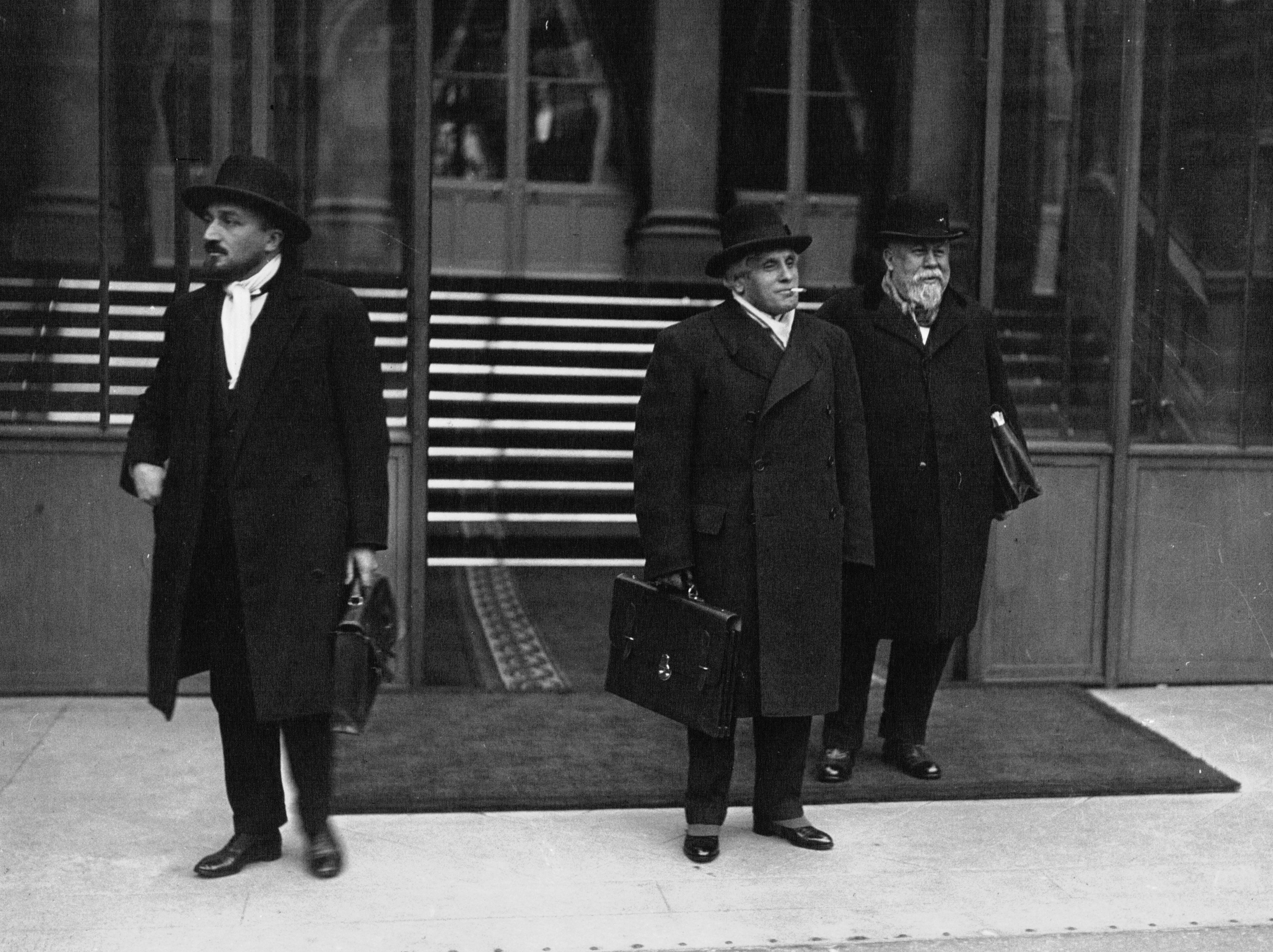
Paul-Boncour, en el centro, a la salida del Consejo de Ministros (1933).

Ocupó la presidencia del Consejo entre el 18 de diciembre de 1932 y el 28 de enero de 1933, ocupación que compaginó con la cartera de ministro de Exteriores; durante su mandato se intensificaron las negociaciones de Francia con la Unión Soviética que buscaban un acercamiento entre los dos países.
Ejerció en una segunda ocasión de ministro de Asuntos Exteriores entre el 26 de octubre de 1933 y el 30 de enero de 1934. Llegó a ocupar brevemente también el cargo de ministro de Defensa Nacional entre el 4 y el 9 de febrero de 1934 en el segundo gobierno Daladier. Fue miembro de la Union Socialiste Républicaine (USR), formación de la que llegó a ser presidente. La última vez que ocupó la cartera de Asuntos Exteriores fue entre el 13 de marzo y el 10 de abril de 1938 en el segundo gobierno Blum. En este periodo, después de que se produjera el Anschluss, buscó el apoyo de Inglaterra en el caso de que la situación que se anticipaba en Checoslovaquia deviniera en un conflicto bélico. Paul-Boncour, que abandonó la USR en abril de 1938, fue uno de los parlamentarios que votó en contra de otorgar mayores poderes a Pétain el 10 de julio de 1940.
Falleció a los 98 años de edad el 26 de marzo de 1972 en París.